# Para (Währungseinheit)
Der Para (über das türkische para „Geld“ aus dem Persischen پاره / pāre /‚Stück‘) ist eine ehemalige osmanische/türkische Währungseinheit, die später auch in Jugoslawien verwendet wurde und bis heute die Untereinheit des Serbischen Dinars darstellt. In einigen Ländern Südosteuropas, dessen Gebiete historisch osmanisch waren, ist Para noch heute ein Synonym für Geld.

## Türkischer Para

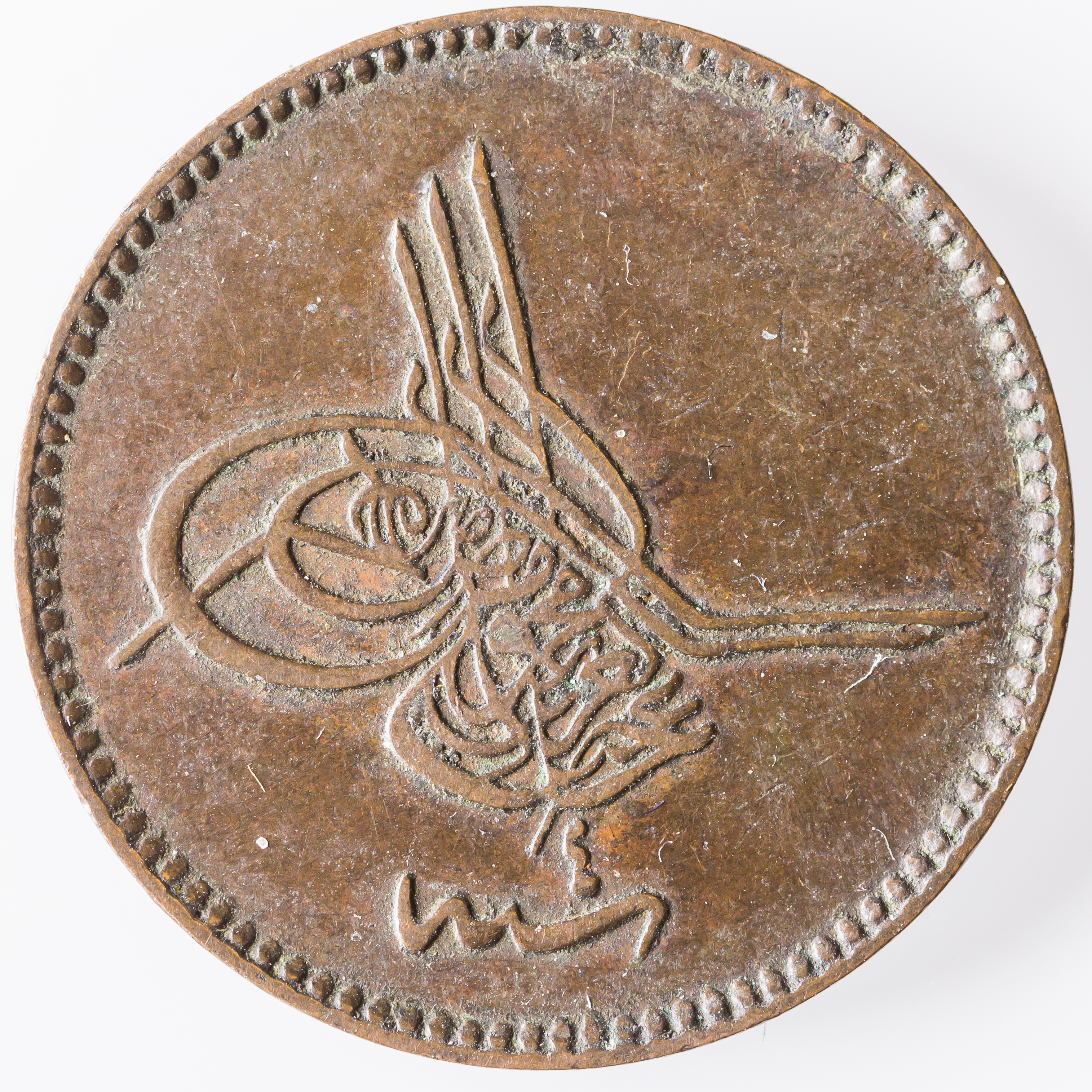
Osmanische 10 Para Münze geprägt 1861

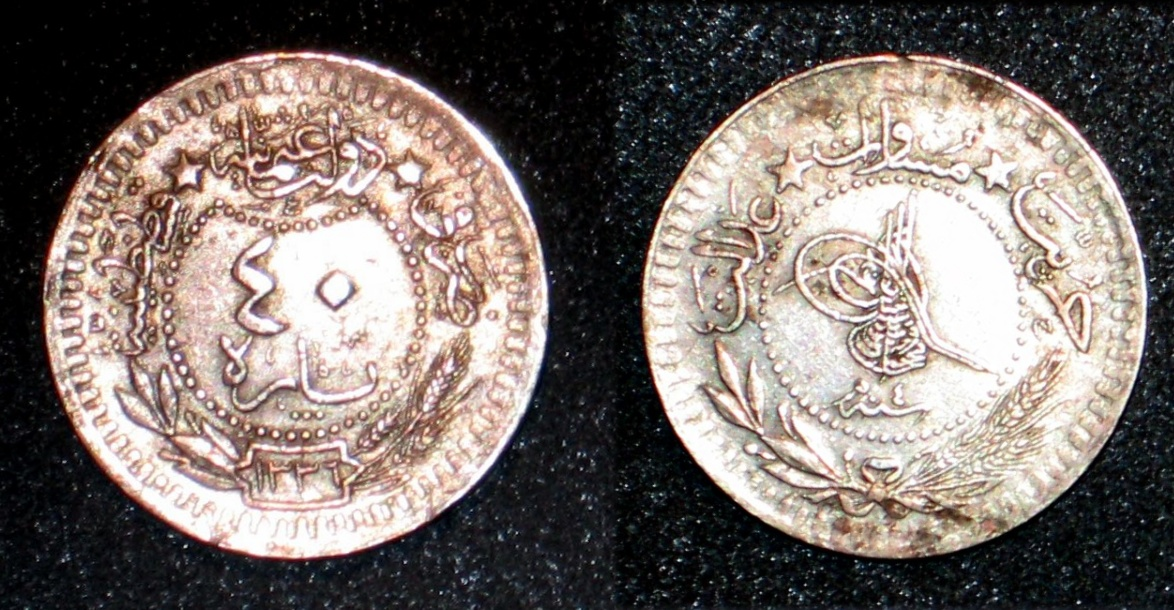
40 Osmanische Para, 1918

Der Para wurde im Osmanischen Reich während der Regierungszeit Murads IV. (1623 bis 1640) eingeführt. 40 Para entsprachen einem Kuruş (Piaster). Der Para löste den älteren Akçe (3 Akçe = 1 Para) allmählich als wichtigste Einheit von Kleinmünzen ab.
Zunächst bestanden die Para-Stücke aus Silber, doch bedingt durch Inflation sank ihr Silbergehalt stetig, bis sie im 19. Jahrhundert nur noch aus Kupfer bestanden und schließlich ganz aus dem Umlauf verschwanden. Mehrfachstücke (5, 10, 20 und 40 Para) blieben bis ins 20. Jahrhundert in Gebrauch, und auch nach Ausrufung der Türkischen Republik wurden noch Stücke zu 100 Para (2½ Kuruş, 1921–1928) und 10 Para (¼ Kuruş, 1940–42) geprägt.
In Ägypten hieß der Para Medino.
Die einzelnen Para-Münzen hatten im osmanischen Reich spezifische Namen.
| Name        | Wert    |
| ----------- | ------- |
| Kurûş       | 40 para |
| Zolota      | 30 para |
| Yirmilik    | 20 para |
| Onluk       | 10 para |
| Beschparlik | 5 para  |
| Para        | 1 para  |

## Der Diwano in Abessinien
Der Diwano (auch Divano) war in Abessinien der Name des ägyptischen Para. als Bruchteil des Goldpiasters.
Ende des 19. Jahrhunderts galt ein Diwano etwa 1/800 österreichischer Konventions-Speciestaler, also etwa 3/8 Pfennig.

## Der Para in Serbien, Montenegro und Jugoslawien

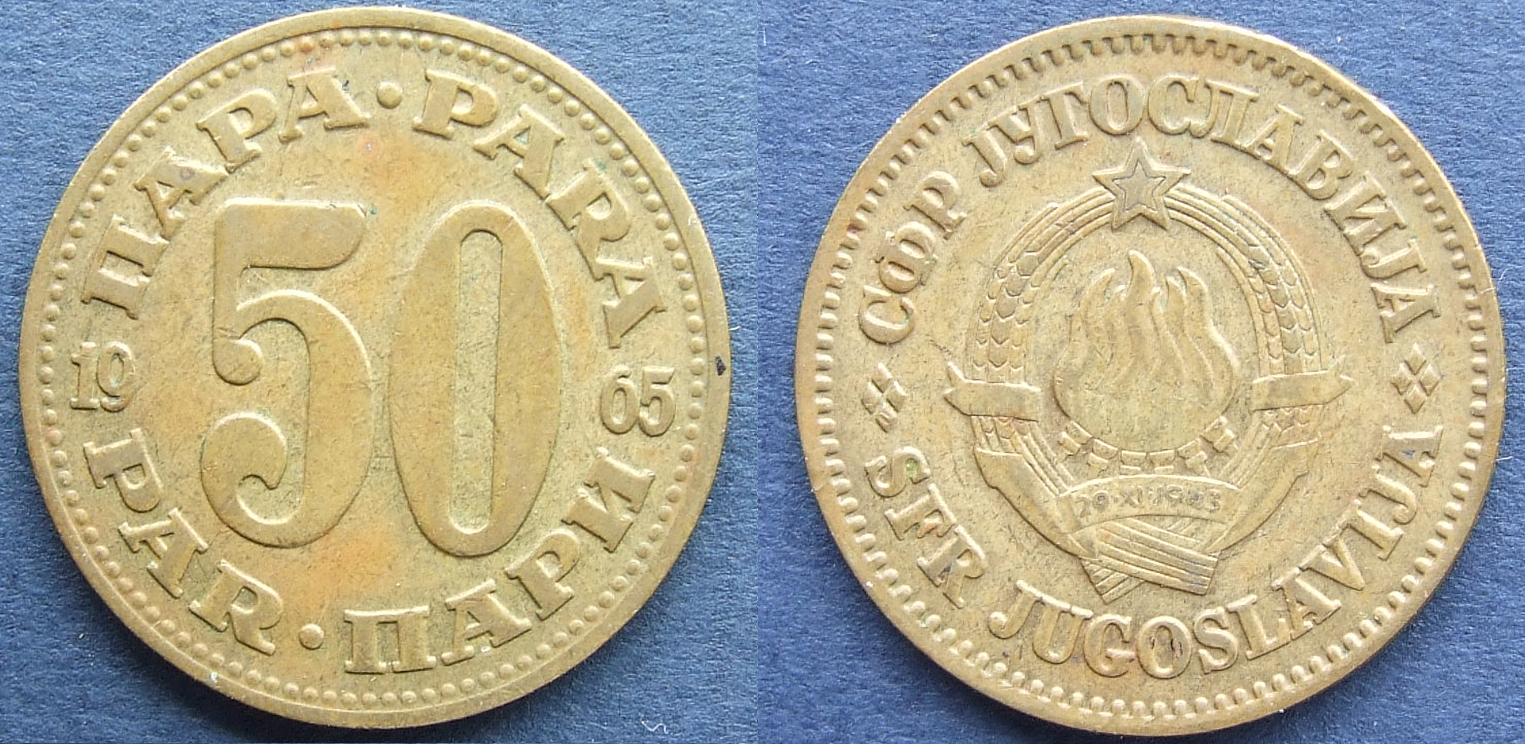
50 jugoslawische Para 1965

Beeinflusst durch die osmanische Herrschaft auf dem Balkan war der 1868 eingeführte Serbische Dinar in 100 Para (kyrillisch: пара) unterteilt, ebenso wie der Montenegrinische Perper ab 1906. Nach der Vereinigung Jugoslawiens wurde diese Unterteilung für den 1920 neu geschaffenen Jugoslawischen Dinar übernommen. Inflation machte den Para, abgekürzt p, zwischenzeitlich bedeutungslos, doch Währungsreformen (eine im Jahr 1966, insgesamt fünf während der 1990er Jahre) passten den Wert der Währung wieder an. Nachdem der Jugoslawische Dinar bereits in allen anderen Nachfolgestaaten Jugoslawiens durch nationale Währungen abgelöst wurde, ersetzte ihn 2003 auch Serbien durch den Serbischen Dinar. Dieser ist offiziell weiterhin in 100 Para unterteilt, doch es wurden keine Münzen mehr mit diesem Nominal geprägt, und seit das jugoslawische 50-Para-Stück am 1. Januar 2008 außer Kurs gesetzt wurde, existieren keine Para-Umlaufmünzen mehr.